# Vilém Abbema
Vilém Abbema (německy Wilhelm von Abbema, 15. ledna 1812 Krefeld – 8. listopadu 1889 Düsseldorf) byl německý malíř, mědirytec a leptař.

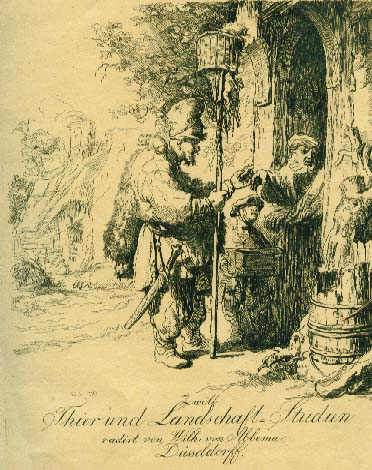
Krysař (podle Rembrandta)

Od roku 1832 studoval krajinomalbu u Johanna Wilhelma Schirmera na Umělecké akademii v Düsseldorfu. V roce 1846 si udělal jméno na rozsáhlém leptu kolínské katedrály. Dále jej proslavily rytiny podle obrazů Carla Friedricha Lessinga, Caspara Scheurena, Andrease Achenbacha a jiných.